# Adílson Batista
Adílson Dias Batista (Adrianópolis, 16 de março de 1968) é um treinador e ex-futebolista brasileiro que atuava como zagueiro. Atualmente exerce o cargo de diretor das categorias de base do Cruzeiro.

## Carreira como jogador
Adílson Batista atuava como zagueiro ou volante. Sua condição técnica permitiu que fosse um jogador de alto nível, mesmo sofrendo duas lesões graves ao longo de sua carreira. Defensor de muita raça em campo, era considerado um líder nato por seus companheiros.

### Grêmio
Pelo tricolor gaúcho conquistou a Copa Libertadores da América de 1995, o Campeonato Brasileiro e a Recopa Sul-Americana de 1996, além de dois Campeonatos Gaúchos.
A liderança e a determinação do ex-zagueiro durante os jogos, principalmente na Libertadores, renderam a Adílson o apelido de Capitão América.
Ao abandonar a carreira de jogador após a final do Mundial de Clubes da FIFA de 2000, quando atuava pelo Corinthians e conquistou a competição, formou-se numa faculdade e decidiu tornar-se treinador.

## Carreira como treinador
Como treinador, Adílson Batista tem como principal característica a organização tática de seus times. Treinou grandes equipes do futebol brasileiro, dentre elas Grêmio, Sport, Cruzeiro, Corinthians, Santos, Atlético Paranaense, São Paulo e Vasco da Gama.
O primeiro clube sob seu comando foi o Mogi Mirim. Liderou o time paulista até a temporada seguinte e depois disso, passou por América de Natal, Avaí e Paraná, antes de ser anunciado pelo Grêmio em 2003.
Em 2006 transferiu-se para o Júbilo Iwata, do Japão, onde alcançou a quinta colocação do campeonato nacional após um início ruim do time.

### Cruzeiro
No dia 6 de dezembro de 2007, foi anunciado e assinou contrato com o Cruzeiro para a temporada de 2008, onde conquistou o Campeonato Mineiro, sendo esse seu terceiro título estadual como técnico. Além disso, conseguiu uma vaga para a Libertadores, com o terceiro lugar no Campeonato Brasileiro obtido após a goleada por 4 a 1 sobre a Portuguesa.
No dia 27 de maio de 2009, na vitória da Raposa por 2 a 1 sobre o São Paulo, Adílson tornou-se o treinador mais vitorioso do clube na competição continental, com 12 triunfos ao todo, ultrapassando a marca de 11 vitórias de Zezé Moreira, que conduziu o time celeste ao seu primeiro título das Américas, em 1976.

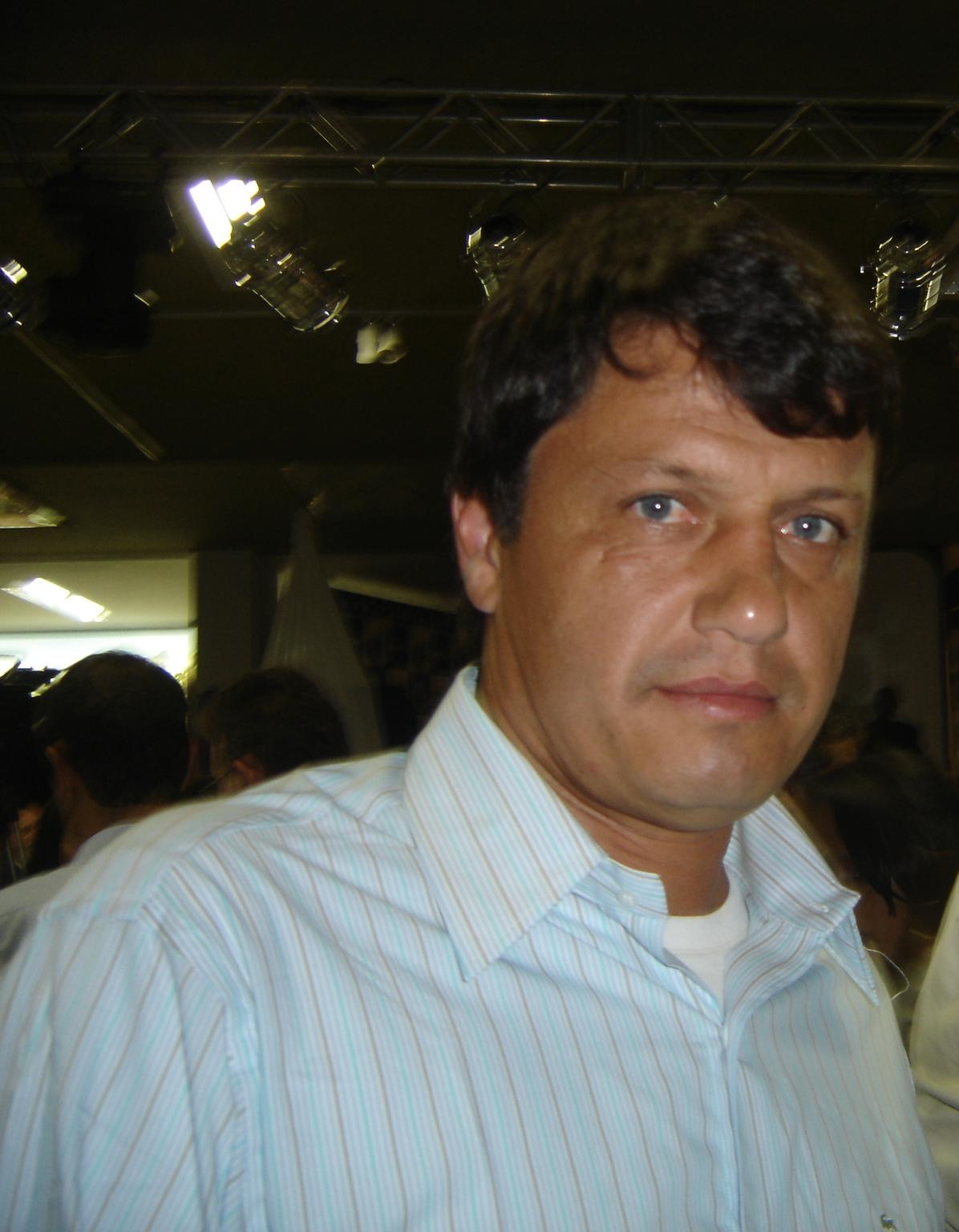
Adílson Batista em 2009

Adílson foi muito criticado pela imprensa e pelos torcedores por ser considerado um "inventor" graças a seu estilo inovador. Tendo sido um dos primeiros treinadores a adotar o sistema com três volantes atuando no meio-campo em clubes brasileiros, tem também como suas grandes descobertas jogadores desconhecidos, como Marquinhos Paraná, Henrique e Leonardo Silva. Adílson conduziu o Cruzeiro por todo o mata-mata da Libertadores da América, chegando até a final da competição, na qual foi derrotado pela equipe do Estudiantes por 2 a 1 em pleno Mineirão lotado. Apesar do vice, o técnico consolidou-se como um dos treinadores mais valiosos do futebol brasileiro da época.
No dia 23 de novembro de 2009, renovou seu contrato e acertou por mais um ano com o Cruzeiro, recusando a proposta do Grêmio e quebrando a tradição no futebol nacional em que os técnicos duram pouco tempo em seus cargos.
Já no dia 6 de dezembro, após ganhar do Santos por 2 a 1, jogando com um jogador a menos e com quatro zagueiros, o atacante Kléber, entrou em campo aos 28 minutos da etapa final, no lugar de Diego Renan. Dois minutos mais tarde, ele aproveitou um cruzamento de Marquinhos Paraná e anotou o segundo gol celeste, garantindo assim a classificação do Cruzeiro para a Copa Libertadores da América de 2010. Beneficiado pelo resultado do jogo entre Botafogo e Palmeiras, quando o Botafogo ganhou também pelo placar de 2 a 1, e o Cruzeiro ficou à frente do Palmeiras no número de vitórias, 18 a 17.
No dia 3 de junho de 2010, após a partida válida pela 6º rodada do Brasileirão entre Cruzeiro e Santos, que terminou em um empate sem gols, Adílson Batista anunciou a sua saída do clube. Em dois anos e meio no comando do Cruzeiro, Adílson foi o oitavo técnico que mais dirigiu o time nos 89 anos de história. Foram 170 jogos, com 97 vitórias, 34 empates e 39 derrotas, com 324 gols a favor e 193 contra, 63,72% de aproveitamento de pontos.

### Corinthians
No dia 24 de julho, foi anunciado que assumiria o Corinthians com a saída de Mano Menezes para a Seleção Brasileira. Foi apresentado no dia 27 de julho e fez sua estreia num empate contra o rival Palmeiras, em jogo realizado no estádio do Pacaembu.
Adílson pediu demissão no dia 10 de outubro, após uma derrota em casa por 4 a 3 para o Atlético Goianiense, resultando na 5ª partida sem vitória do time paulista.

### Santos
No dia 8 de novembro de 2010, o Santos anunciou a contratação de Adilson para a temporada de 2011. Sua apresentação aconteceu no dia 6 de dezembro. O técnico estreou no comando do Peixe com o pé direito, em 15 de janeiro de 2011, vencendo o Linense por 4 a 1 fora de casa, em jogo válido pelo Campeonato Paulista. Apesar do triunfo, sofreu com nove desfalques na equipe.
Depois de comandar o time em apenas 11 jogos, foi demitido no dia 27 de fevereiro, um dia após o empate em 1 a 1 diante do São Bernardo na Vila Belmiro.

### Atlético Paranaense
Em abril de 2011, foi anunciado como novo treinador do Atlético Paranaense, time para o qual torce. Com isso, substituiu outro treinador com um importante vínculo com o clube, Geninho, campeão brasileiro pelo Furacão em 2001.
No dia 25 de junho, após uma derrota para o Bahia pelo placar de 2 a 0 em plena Arena da Baixada, sendo essa a quinta em seis jogos disputados, Adílson Batista pediu demissão ao vivo diante várias emissoras de rádio.

### São Paulo
Acertou com o São Paulo no dia 16 de julho, assinando contrato até o fim de 2011. Estreou pelo clube com um empate de 2 a 2 contra o Atlético Goianiense. Adílson vinha sendo muito criticado pela torcida tricolor por sempre escalar três volantes e nunca se desfazer dessa formação. No dia 16 de outubro, após perder para o Atlético Goianiense por um placar de 3 a 0, Adílson foi demitido pela diretoria do São Paulo. No total, o treinador comandou o clube em 22 jogos, conseguindo sete vitórias, nove empates e seis derrotas.

### Atlético Goianiense
No dia 4 de abril de 2012, foi contratado pelo Atlético Goianiense.
Após maus resultados, como a eliminação precoce na Copa do Brasil e a perda do Campeonato Goiano, Adilson passou a ser criticado pela diretoria do clube e pela torcida pela forma "retranqueira" de escalar a equipe, sendo demitido no dia 29 de maio, após um inicio irregular no Campeonato Brasileiro. Deixou o clube goiano após dez jogos e com 63,3% de aproveitamento, sendo cinco vitórias, quatro empates e apenas uma derrota.

### Figueirense
Acertou para comandar o Figueirense em 2013, sendo escolhido o melhor técnico do Campeonato Catarinense. No entanto, durante o Campeonato Brasileiro da segunda divisão do mesmo ano, em virtude da péssima campanha, o treinador foi dispensado pela diretoria do Figueira, sendo substituído por Vinícius Eutrópio.

### Vasco da Gama
No dia 29 de outubro de 2013, foi confirmado como novo técnico do Vasco da Gama, em substituição a Dorival Júnior, com a ingrata missão de livrar o time do rebaixamento faltando poucas rodadas para o fim do Campeonato Brasileiro. Em 8 de dezembro, 40 dias após sua contratação, viu seu time ser rebaixado, contabilizando mais um insucesso em sua carreira. No fim do ano de 2013, o Vasco renovou seu contrato para 2014. No dia 30 de agosto de 2014, o treinador foi demitido após uma série de maus resultados, principalmente por ser goleado por 5–0 para o Avaí em pleno São Januário.

### Joinville
Em 4 de junho de 2015, Adílson Batista foi confirmado como novo treinador do Joinville.
Após comandar a equipe em apenas 10 partidas, foi demitido do clube catarinense no dia dia 26 de julho. No total foram duas vitórias, dois empates e seis derrotas, deixando a equipe na lanterna do Campeonato Brasileiro.
No Joinville, Adílson ganhava 170 mil reais por mês via pessoa jurídica. Em 2017, o treinador pediu indenização pelo pagamento de multa rescisória, férias, 13º salário e direitos de imagem a justiça por vínculos trabalhistas no montante de 1 milhão de reais.

### América Mineiro
Após três anos desempregado, assinou com o América Mineiro até o fim de 2018. Na segunda partida sob seu comando, Adilson conduziu o América à primeira vitória de sua história contra o Santos na Vila Belmiro.
Foi demitido em 10 de novembro, após uma derrota para o Paraná, deixando o clube na zona de rebaixamento.

### Ceará
Adílson Batista foi anunciado como novo técnico do Ceará no dia 2 de outubro de 2019.
Pouco mais de um mês depois da sua contratação, foi demitido no dia 28 de novembro, após sofrer uma goleada para o Flamengo por 4 a 1. Apesar de ter deixado o Vozão fora da zona de rebaixamento, Adílson teve um aproveitamento de 35,9% (quatro vitórias, dois empates e sete derrotas.

### Retorno ao Cruzeiro
Logo após deixar o Ceará, acertou seu retorno ao Cruzeiro no dia 29 de novembro de 2019, substituindo Abel Braga e assumindo com a ingrata missão de livrar o time do rebaixamento, faltando poucas rodadas para o fim do Campeonato Brasileiro. Em 8 de dezembro, nove dias depois da sua contratação, viu seu time ser rebaixado. Após esse rebaixamento, Adílson tornou-se o técnico com mais quedas nas história do futebol brasileiro, com sete.
Em 15 de março de 2020, depois de mais um resultado ruim, onde a Raposa saiu derrotada na 9ª rodada do Campeonato Mineiro pelo Coimbra, que até então não havia vencido na competição, Adílson foi demitido pelo conselho gestor, encerrando assim mais uma passagem pelo clube.

### Londrina
Após dois anos desempregado, foi anunciado como novo treinador do Londrina no dia 6 de março de 2022.
Em sua passagem, conseguiu deixar o time paranaense na nona posição da Série B. No entanto, quando a equipe tinha chances de acesso, Adílson precisou fazer uma cirurgia que o deixou de fora das duas últimas rodadas do campeonato, e viu o Londrina ser derrotado em ambas. Com o encerrar da temporada, não renovou seu contrato para o ano seguinte.

### Botafogo-SP
No dia 22 de fevereiro de 2023, logo após a demissão de Paulo Baier no dia anterior (mesmo com o acesso ao mata-mata do Campeonato Paulista), Adílson Batista foi anunciado como treinador do Botafogo-SP.
Em junho, depois de uma derrota por 3 a 0 para o Vila Nova, pela Série B, o Botafogo confirmou a saída do técnico. De acordo com a diretoria, a demissão foi decidida após uma reunião realizada com o diretor de futebol Paulo Pelaipe. Adílson comandou o clube de Ribeirão Preto em 19 jogos, sendo seis vitórias, quatro empates e nove derrotas, entre partidas da Série B e Copa do Brasil.

### Amazonas
Quase um ano disponível no mercado, foi contratado pelo jovem Amazonas no dia 16 de abril de 2024. Realizou sua estreia quatro dias depois, numa derrota em casa por 3 a 2 para o Sport, válida pela Série B.
Adílson deixou o clube após oito jogos, com uma vitória, dois empates e cinco derrotas. O time conseguiu chegar à terceira fase da Copa do Brasil, mas foi eliminado pelo Flamengo. A decisão da saída foi do próprio treinador, que aceitou uma proposta do Cruzeiro para o cargo de diretor das categorias de base.

## Carreira como diretor
No fim de maio de 2024, após o empresário Pedro Lourenço adquirir a SAF do Cruzeiro, Adílson Batista foi contratado para ser o diretor das categorias de base.

## Estatísticas como treinador
Atualizadas até 24 de junho de 2023
| Equipe              | Jogos | Vitórias | Empates | Derrotas | Aproveitamento |
| ------------------- | ----- | -------- | ------- | -------- | -------------- |
| Mogi Mirim          | 20    | 11       | 3       | 6        | 60%            |
| América de Natal    | 14    | 7        | 6       | 1        | 64.29%         |
| Avaí                | 37    | 17       | 7       | 13       | 52.25%         |
| Paraná              | 8     | 3        | 1       | 4        | 41.67%         |
| Grêmio              | 48    | 20       | 16      | 12       | 52.78%         |
| Paysandu            | 18    | 7        | 5       | 6        | 48.15%         |
| Sport               | 12    | 7        | 2       | 3        | 63.89%         |
| Figueirense         | 95    | 46       | 20      | 29       | 55.44%         |
| Júbilo Iwata        | 67    | 33       | 8       | 26       | 53.23%         |
| Cruzeiro            | 185   | 101      | 38      | 46       | 61.44%         |
| Corinthians         | 17    | 7        | 4       | 6        | 49.02%         |
| Santos              | 11    | 5        | 5       | 1        | 60.61%         |
| Atlético Paranaense | 14    | 4        | 4       | 6        | 38.1%          |
| São Paulo           | 22    | 7        | 9       | 6        | 45.45%         |
| Atlético Goianiense | 10    | 5        | 4       | 1        | 63.33%         |
| Vasco da Gama       | 52    | 24       | 21      | 7        | 59.62%         |
| Joinville           | 10    | 2        | 2       | 6        | 26.67%         |
| América Mineiro     | 19    | 4        | 8       | 7        | 35.09%         |
| Ceará               | 13    | 4        | 2       | 7        | 35.9%          |
| Londrina            | 38    | 15       | 11      | 12       | 49.12%         |
| Botafogo-SP         | 19    | 6        | 4       | 9        | 38.6%          |
| Amazonas            | 8     | 1        | 2       | 5        | 20.83%         |
| Total               | 729   | 335      | 180     | 214      | 54.18%         |

## Títulos como jogador
Atlético Paranaense
- Campeonato Paranaense: 1988

Cruzeiro
- Campeonato Mineiro: 1990 e 1992
- Supercopa Sul-Americana: 1991 e 1992

Grêmio
- Campeonato Gaúcho: 1995 e 1996
- Copa Libertadores da América: 1995
- Campeonato Brasileiro: 1996
- Recopa Sul-Americana: 1996

Júbilo Iwata
- Supercopa da Ásia: 1999

Corinthians
- Mundial de Clubes da FIFA: 2000

### Prêmios individuais
- Bola de Prata da revista Placar: 1990 e 1996

## Títulos como treinador
América de Natal
- Campeonato Potiguar: 2002

Figueirense
- Campeonato Catarinense: 2006

Cruzeiro
- Campeonato Mineiro: 2008 e 2009

### Prêmios individuais
- Melhor treinador do Campeonato Catarinense: 2013